# 프랑스의 흑사병

1347년 11월 이탈리아에서 온 선박이 마르세유에 도착한 후에 프랑스에서 흑사병이 확산되기 시작했고, 론강을 따라 북부 지역으로 퍼졌으며, 이후 프랑스 전국에서 1352년까지 흑사병이 유행했다. 프랑스 왕국은 면적이 넓었기 때문에 몇몇 지역을 제외하고는 수 년 간 유행이 지속됐다. 프랑스 왕국은 당대 유럽에서 인구가 가장 많은 국가였고 따라서 흑사병은 주된 재앙이었다. 흑사병 때문에 파리에서만 5만 명이 죽었는데 이는 도시 인구의 절반이었다. 프랑스의 흑사병은 가스코뉴 지역을 통해 잉글랜드로, 동부 지역을 통해 신성 로마 제국으로, 남부 지역을 통해 스페인으로 확산됐다.